# Мауналоа
Мауналоа (гав. Maunaloa — букв. «длинная гора») — статистически обособленная местность, расположенная в западной части острова Молокаи округа Мауи (штат Гавайи, США).

## География
Согласно Бюро переписи населения США статистически обособленная местность Мауналоа имеет общую площадь 1,9 квадратных километров, относящихся к суше.

## Демография
По данным переписи населения за 2000 год в Мауналоа проживало 230 человек, насчитывалось 65 домашних хозяйств, 52 семьи и 91 жилой дом.
Расовый состав Мауналоа по данным переписи распределился следующим образом: 15,7 % белых, 0,3 % — чёрных или афроамериканцев, 18,7 % — азиатов, 34,4 % — коренных жителей тихоокеанских островов, 30,9 % — представителей смешанных рас. Испаноговорящие составили 5,2 % населения.
Из 65 домашних хозяйств в 50,8 % — воспитывали детей в возрасте до 18 лет, 56,9 % представляли собой совместно проживающие супружеские пары, в 18,5 % семей женщины проживали без мужей, 18,5 % не имели семьи. 13,8 % от общего числа семей на момент переписи жили самостоятельно, при этом 1,5 % составили одинокие пожилые люди в возрасте 65 лет и старше. В среднем домашнее хозяйство ведут 3,54 человек, а средний размер семьи — 3,96 человек.
Население Мауналоа по возрастному диапазону (данные переписи 2000 года) распределилось следующим образом: 43,5 % — жители младше 18 лет, 8,3 % — между 18 и 24 годами, 25,2 % — от 25 до 44 лет, 14,3 % — от 45 до 64 лет и 8,7 % — в возрасте 65 лет и старше. Средний возраст жителей составил 22 года. На каждые 100 женщин приходилось 109,1 мужчин, при этом на каждые сто женщин 18 лет и старше приходилось 94 мужчины также старше 18 лет.

## Экономика
Средний доход на одно домашнее хозяйство Мауналоа составил 22 232 долларов США, а средний доход на одну семью — 21 786 долларов. При этом мужчины имели средний доход в 23 333 долларов в год против 20 625 долларов среднегодового дохода у женщин. Доход на душу населения составил 8 065 долларов в год. 19,2 % от всего числа семей в местности и 22,3 % от всей численности населения находилось на момент переписи за чертой бедности, при этом 29,7 % из них были моложе 18 лет и отсутствовали в возрасте 65 лет и старше.
Основным работодателем в городе до недавнего времени являлось ранчо Молокаи, которому принадлежит приблизительно одна треть земли острова. Ранчо Молокаи раньше управляло небольшим 22-комнатным отелем, бензоколонкой, гольф-клубом и занималось разведением крупного рогатого скота в окрестностях. В апреле 2008 ранчо закрыла все свои предприятия, заявив, что их планы по развитию острова встретили противодействие со стороны сообщества.